# Adyroma reposita
Adyroma reposita là một loài bướm đêm trong họ Noctuidae.